# 河村正昭
河村 正昭（かわむら まさあき、1927年（昭和2年）？ - ）は、日本の医学者。専門は口腔外科学。北海道大学歯学部口腔外科学第二講座初代教授。歯学部長。北海道大学名誉教授。

## 経歴・人物
1974年（昭和49年）4月、北海道大学歯学部に口腔外科学第二講座が新設、 初代教授に就任。 以後、エナメル上皮腫や顎嚢胞に対する開窓・摘出・反復処置による顎骨保存療法、顎変形症(骨格性不正咬合)に対する口腔外科・矯正科・補綴科のチームアプローチによる治療などで業績を上げた。 歯学部長。1992年（平成4年）3月、定年退官。同年4月、北海道大学名誉教授。